# Lonchodes
Lonchodes is een geslacht van Phasmatodea uit de familie Phasmatidae. De wetenschappelijke naam van dit geslacht is voor het eerst geldig gepubliceerd in 1835 door Gray.

## Soorten
Het geslacht Lonchodes omvat de volgende soorten:
- Lonchodes amaurops Westwood, 1859
- Lonchodes beecheyi (Gray, 1835)
- Lonchodes bobaiensis (Chen, 1986)
- Lonchodes brevipes Gray, 1835
- Lonchodes bryanti Caudell, 1927
- Lonchodes dajak Günther, 1943
- Lonchodes dalawangsungay Zompro, 2003
- Lonchodes decolyanus Brunner von Wattenwyl, 1907
- Lonchodes denticauda Bates, 1865
- Lonchodes elegans Brunner von Wattenwyl, 1907
- Lonchodes everetti (Kirby, 1896)
- Lonchodes femoralis Brunner von Wattenwyl, 1907
- Lonchodes flavicornis Bates, 1865
- Lonchodes fruhstorferi Brunner von Wattenwyl, 1907
- Lonchodes geniculatus Gray, 1835
- Lonchodes godama Wood-Mason, 1877
- Lonchodes gracillimus (Kirby, 1904)
- Lonchodes hainanensis (Chen & He, 2002)
- Lonchodes harmani Bragg & Chan, 1993
- Lonchodes histrio (Brunner von Wattenwyl, 1907)
- Lonchodes huapingensis (Bi & Li, 1991)
- Lonchodes imitans Brunner von Wattenwyl, 1907
- Lonchodes incertus (Brunner von Wattenwyl, 1907)
- Lonchodes jejunus (Brunner von Wattenwyl, 1907)
- Lonchodes longipes Brunner von Wattenwyl, 1907
- Lonchodes malleti Bragg, 2001
- Lonchodes margaritatus (Brunner von Wattenwyl, 1907)
- Lonchodes myrina Westwood, 1859
- Lonchodes nigriantennatus (Chen & He, 2002)
- Lonchodes normalis Brunner von Wattenwyl, 1907
- Lonchodes obstrictus Brunner von Wattenwyl, 1907
- Lonchodes parvus (Chen & He, 1994)
- Lonchodes philippinicus Hennemann & Conle, 2007
- Lonchodes praon Westwood, 1859
- Lonchodes reductus Brunner von Wattenwyl, 1907
- Lonchodes skapanus Brock, 1999
- Lonchodes sodalis (Kirby, 1896)
- Lonchodes sospes Brunner von Wattenwyl, 1907
- Lonchodes spectatus Brunner von Wattenwyl, 1907
- Lonchodes spurcus (Brunner von Wattenwyl, 1907)
- Lonchodes supernumerarius Brunner von Wattenwyl, 1907
- Lonchodes tonkinensis Brunner von Wattenwyl, 1907
- Lonchodes verrucifer Wood-Mason, 1876
- Lonchodes viridis Kirby, 1904